# Lagostomus maximus
A Viscacha (Lagostomus maximus) é uma espécie de roedor da família Chinchillidae.
Pode ser encontrada na Argentina, Bolívia e Paraguai.

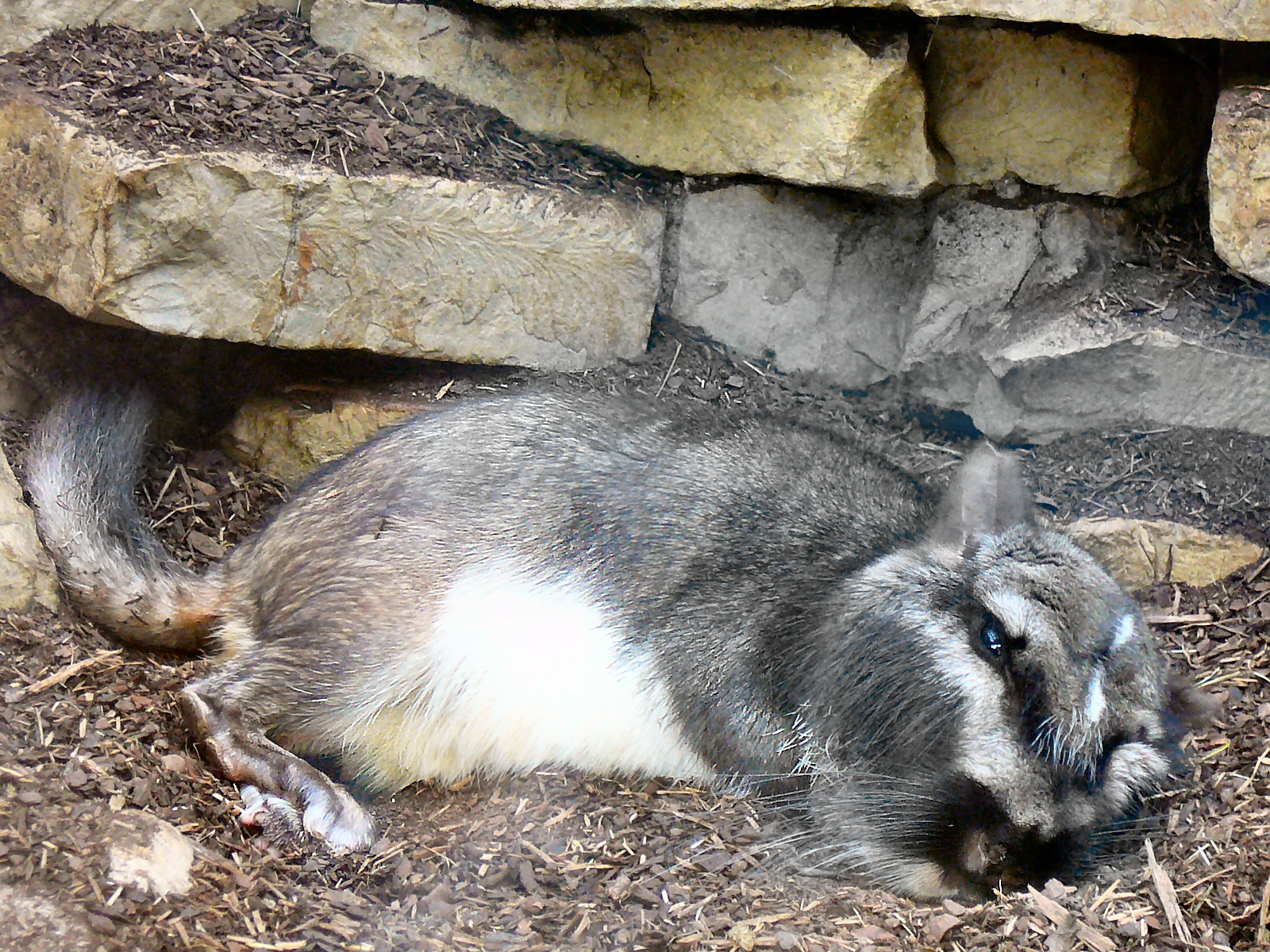